# Белица, Димитрие
Димитрие Белица (Бьелица, серб. Димитрије Бјелица, 8 ноября 1935, Vrbica, Никшич — 18 июня 2025) — югославский и сербский шахматист, мастер ФИДЕ (1982), журналист и писатель. Организовал множество крупных мероприятий и был арбитром на таких турнирах, как Линарес.
Белица написал множество книг и статей о шахматах, многие из них впоследствии были переведены на ряд иностранных языков. Историк шахмат Эдвард Винтер отмечал, что книги Белицы полны орфографических ошибок и иногда содержат плагиатные материалы.
За свою журналистскую карьеру взял интервью у большинства ведущих шахматистов мира, а также у папы Римского и Ю. А. Гагарина.
Был инициатором учреждения награды «шахматный Оскар», а также неофициального «чёрного Оскара», который присуждался шахматистам за сомнительные достижения.
В 1997 году установил рекорд, проведя в Суботице сеанс одновременной игры на 312 досках (+219 −1 = 92), за что был включён в Книгу рекордов Гиннесса.
Он умер 18 июня 2025 года в возрасте 89 лет.